# Centro-reformista
Centro-reformista é o nome utilizado pelo Partido Popular espanhol para definir-se ideologicamente desde a segunda metade da década de 1990, com a intenção de abarcar todas as ideologías que afirma compreender no seu seio: direita, conservadorismo, democracia cristã, e liberalismo.
Segundo o artigo 2 (Ideologia), dos estatutos do Partido Popular:
O Partido Popular define-se como uma formação política de centro reformista ao serviço dos interesses gerais de Espanha, que tem a pessoa como eixo de sua acção política e o progresso social como um de seus objectivos. Com clara vocação europeia e Inspirado nos valores da liberdade, a democracia, a tolerância e o humanismo cristão de tradição ocidental, defende a dignidade do ser humano e os direitos e liberdades que lhes são inerentes; propugna a democracia e o Estado de Direito como base da convivência pluralista em liberdade; promove, dentro de uma economia de mercado, a solidariedade territorial, a modernização e a coesão social assim como a igualdade de oportunidades e o protagonismo da sociedade através da participação dos cidadãos na vida política; advoga por uma comunidade internacional fundamentada na paz e no universal respeito dos direitos humanos.
O termo é usado também por outros partidos no mundo, e mesmo retroactivamente, variando o significado.